# Modelo de Solow

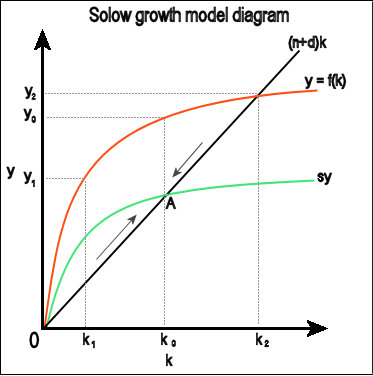
Diagrama do Modelo de Crescimento de Solow

Na teoria econômica do crescimento, o modelo de Robert-Solow é um modelo neoclássico do crescimento, cujo nome foi dado em homenagem ao Prêmio de Ciências Econômicas Robert Solow.
Este modelo estuda o crescimento da economia de um país em um longo período. Ele apresentou como fonte de crescimento econômico: a acumulação de capital, o crescimento da força de trabalho e as alterações tecnológicas. Robert Solow preocupou-se em demonstrar que o produto per capita é uma função crescente da razão entre capital e trabalho. A força de trabalho cresce a uma taxa natural (exógena ao modelo) então é necessária uma quantidade de poupança per capita, que deve ser utilizada para equipar os novos trabalhadores com uma quantidade de capital per capita {\displaystyle K}, igual à dos outros trabalhadores. Outra parte da poupança deve ser utilizada para garantir a não depreciação do capital. A primeira parte da poupança citada acima para equipar os novos trabalhadores é chamada "alargamento do capital" (expansão da força de trabalho) e a poupança utilizada para aumentar a razão capital-trabalho se chama "aprofundamento do capital". Para alcançarmos a situação de steady state (estado estável) é necessário que a poupança per capita seja igual ao alargamento do capital. O capital por trabalhador {\displaystyle K}, tem um rendimento decrescente então chegando a esse ponto de equilíbrio não adianta investir mais no trabalhador que está na situaçâo da poupança per capita igual ao alargamento do capital porque não se estará maximizando a produtividade deste trabalhador. Assim o condicionante do crescimento econômico é a taxa de crescimento da força de trabalho.

## Premissas
No modelo de Solow, a economia nacional é vista como uma unidade agregada que corresponde ao total da produção e do consumo. Presume-se que não há efeitos monetários e todos os preços são constantes. A economia tem, a qualquer momento, uma determinada quantidade de capital ({\displaystyle K}), trabalho ({\displaystyle L}) e tecnologia ({\displaystyle T}), que são coordenados por uma função de produção ({\displaystyle F}) para determinar o produto ({\displaystyle Y}):
{\displaystyle Y_{t}=F(K_{t},T_{t},L_{t})}
Por ser uma função de produção neoclássica, presume-se que ela segue quatro princípios:
- Retornos constantes de escala: uma variação nos fatores de produção implica em uma variação proporcional do produto.

{\displaystyle F(\lambda K_{t},\lambda T_{t}L_{t})=\lambda F(K_{t},T_{t}L_{t})}
- Retornos marginais decrescentes e positivos: os retornos marginais de capital e de trabalho efetivo são positivos, mas se reduzem na medida que o uso de cada fator aumenta. Então, por exemplo, se mais capital é utilizado, a produção aumenta, mas aumenta menos a cada nova unidade de capital acrescida, dado que o fator trabalho permaneça constante. Matematicamente, isso significa que a primeira derivada parcial da função de produção em relação a trabalho efetivo e capital é positiva, enquanto a respectiva segunda derivada parcial é negativa:

{\displaystyle {\frac {\partial F}{\partial K_{t}}}>0,\;\;{\frac {\partial ^{2}F}{\partial K_{t}^{2}}}<0}
{\displaystyle {\frac {\partial F}{\partial (T_{t}L_{t})}}>0,\;\;{\frac {\partial ^{2}F}{\partial (T_{t}L_{t})^{2}}}<0}
- As condições de Inada devem ser satisfeitas. Isto é, o produto marginal de cada fator de produção tende ao infinito na medida em que ele se aproxima de zero, e tende a zero na medida em que o fator se aproxima do infinito:

{\displaystyle \lim _{K_{t}\to 0}{\frac {\partial F}{\partial K_{t}}}=\infty \quad {\textrm {und}}\quad \lim _{K_{t}\to \infty }{\frac {\partial F}{\partial K_{t}}}=0}
Economicamente, o resultado é a impossibilidade de crescimento contínuo somente pelo aumento do uso de fatores de produção. Portanto, no caso de uma função de produção neoclássica sem progresso tecnológico, a taxa de crescimento positiva da renda não é possível a longo prazo caso se apliquem as condições de Inada.
{\displaystyle \lim _{L_{t}\to 0}{\frac {\partial F}{\partial (T_{t}L_{t})}}=\infty \quad {\textrm {und}}\quad \lim _{L_{t}\to \infty }{\frac {\partial F}{\partial (T_{t}L_{t})}}=0}
- Essencialidade dos fatores de produção. Um fator de produção é considerado essencial caso a produção seja sempre zero sem o seu uso.

{\displaystyle F(K_{t}=0,T_{t}L_{t}>0)=0,\;\;F(K_{t}>0,T_{t}L_{t}=0)=0}

## Papel da poupança: maior produto no estado estacionário
O modelo de Solow mostra que a taxa de poupança é o principal determinante do estoque de capital no estado estacionário. O aumento da taxa de poupança faz a economia crescer até que alcance o novo estado estacionário. Assim, a acumulação de capital é a poupança descontada da taxa de depreciação.
Para Ellery Jr. e Gomes (2003, p. 5), "podemos chegar a duas conclusões importantes sobre o modelo de Solow, uma de caráter mais teórico e outra capaz de sugerir políticas macroeconômicas. A primeira conclusão é que a partir de um certo período o estoque de capital e o produto por unidades de eficiência chegam a um valor constante. Note que se o produto por unidade de eficiência é constante o consumo e o investimento também devem ser constantes, visto que ambos são frações do produto. Desta forma podemos dizer que em um certo momento a economia chegará a uma situação onde todas as variáveis medidas em unidades de eficiência tornar-se-ão constantes no tempo, quando uma economia encontra-se nesta situação dizemos que ela atingiu o estado estacionário.
A segunda conclusão diz respeito ao valor do produto no estado estacionário, note que quanto maior a taxa de poupança maior será o produto por unidades de eficiência no estado estacionário. Isto sugere que uma maneira de tornar um país mais rico seria implementar políticas que aumentem a taxa de poupança." [grifo não está no original]

## Estudos posteriores
Para Sachs e Larrain (2000, p. 598), "grande parte dos trabalhos empíricos posteriores [a Solow] foram baseados em ampliações e sofisticações do esquema geral [deste modelo]. Basicamente, tentaram melhorar a qualidade dos dados e classificaram as séries de capital e mão-de-obra por tipo. Por exemplo, no caso da mão-de-obra, o insumo total foi subdividido em categorias por idade, educação e geração."

## Matemática do modelo
O livro didático modelo de Solow-Swan é definido no mundo de tempo contínuo com nenhum governo ou o comércio internacional. O único bem (saída) é produzido usando dois fatores de produção, trabalho ({\displaystyle L}) e de capital ({\displaystyle K}) em uma função de produção agregada que satisfaça as condições de Inada, que implica que a elasticidade de substituição deve ser assintoticamente igual a um.
{\displaystyle Y(t)=K(t)^{\alpha }(A(t)L(t))^{1-\alpha }\,}
Onde {\displaystyle t} denota tempo, {\displaystyle 0<\alpha <1} é a elasticidade do produto em relação ao capital, e {\displaystyle Y(t)} representa a produção total. {\displaystyle A} refere-se a tecnologia de aumentar o trabalho ou "conhecimento", assim {\displaystyle AL} representa o trabalho efetivo. Todos os fatores de produção estão plenamente empregados, e os valores iniciais {\displaystyle A(0)}, {\displaystyle K(0)} e {\displaystyle L(0)} são dadas. O número de trabalhadores, ou seja, de trabalho, bem como o nível de tecnologia crescem exogenamente a taxas {\displaystyle n} e {\displaystyle g}, respectivamente:
{\displaystyle L(t)=L(0)e^{nt}}
{\displaystyle A(t)=A(0)e^{gt}}
O número de unidades de trabalho, {\displaystyle A(t)L(t)}, portanto, cresce a uma taxa {\displaystyle (n+g)}. Enquanto isso, o estoque de capital se deprecia ao longo do tempo a uma taxa constante {\displaystyle \delta }. No entanto, apenas uma fração da saída ({\displaystyle CY(t)} com {\displaystyle 0<c<1}) é consumido, deixando uma parte salva {\displaystyle s=1-c} para investimento:
{\displaystyle {\dot {K}}(t)=sY(t)-{\delta }K(t)\,}
Onde {\displaystyle {\dot {K}}} é um atalho para {\displaystyle {\frac {dK(t)}{dt}}}, a derivada em relação ao tempo. Derivada em relação ao tempo significa que é a mudança no capital social-saída que não é nem salva nem usado para substituir bens de capital velhos desgastados é o investimento líquido. Uma vez que a função de produção {\displaystyle Y(K,AL)} tem retornos constantes de escala, pode ser escrito como a produção por unidade de trabalho eficaz:
{\displaystyle y(t)={\frac {Y(t)}{A(t)L(t)}}=k(t)^{\alpha }}
O interesse principal do modelo é a dinâmica da intensidade de capital {\displaystyle k}, o estoque de capital por unidade de trabalho efetivo. O seu comportamento ao longo do tempo é dada pela equação de chave do modelo de Solow-Swan:
{\displaystyle {\dot {k}}(t)=sk(t)^{\alpha }-(n+g+\delta )k(t)}
O primeiro termo, {\displaystyle sk(t)^{\alpha }=sy(t)}, é o investimento atual por unidade de trabalho efetivo: a fração {\displaystyle s} da produção por unidade de trabalho efetivo {\displaystyle y(t)}, que é poupado e investido. O segundo termo, {\displaystyle (n+g+\delta )k(t)}, é o “investimento break-even”: o montante de investimento que devem ser investidos para prevenir a queda de {\displaystyle k}.:16
A equação implica que {\displaystyle k(t)} converge para um valor em estado estacionário em {\displaystyle k^{*}}, definida por {\displaystyle sk(t)^{\alpha }=(n+g+\delta )k(t)}, em que não há nem um aumento nem diminuição da intensidade de capital:
{\displaystyle k^{*}=\left({\frac {s}{n+g+\delta }}\right)^{\frac {1}{1-\alpha }}\,}
em que o estoque de capital {\displaystyle K} e trabalho eficaz {\displaystyle AL} estão crescendo a uma taxa {\displaystyle (n+g)}. Por hipótese de retornos constantes, saída {\displaystyle Y} é também crescente a essa taxa. Em essência, o modelo de Solow-Swan prevê que a economia irá convergir para um equilíbrio do crescimento equilibrado, independentemente do seu ponto de partida.
Nessa situação, o crescimento da produção por trabalhador é determinado unicamente pela taxa de progresso tecnológico.:18
Uma vez que, por definição, {\displaystyle {\frac {K(t)}{Y(t)}}=k(t)^{1-\alpha }}, no equilíbrio {\displaystyle k^{*}} nós temos
{\displaystyle {\frac {K(t)}{Y(t)}}={\frac {s}{n+g+\delta }}}
Portanto, no equilíbrio, a relação {\displaystyle {\frac {capital}{produto}}} depende apenas de economia, crescimento e taxas de depreciação. Esta é a versão do modelo de Solow-Swan da taxa de poupança regra de ouro. Desde {\displaystyle {\alpha }<1}, a qualquer momento {\displaystyle t} o produto marginal do capital {\displaystyle K(t)} no modelo de Solow-Swan é inversamente relacionada com a relação {\displaystyle {\frac {capital}{trabalho}}}.
{\displaystyle MPK={\frac {\partial Y}{\partial K}}={\frac {{\alpha }A^{1-\alpha }}{({\frac {K}{L}})^{1-\alpha }}}}
Se a produtividade {\displaystyle A} é o mesmo países de todo, em seguida, os países com menos capital por trabalhador {\displaystyle {\frac {K}{L}}} tem um produto superior marginal, o que proporcionaria um maior retorno sobre o investimento de capital. Como conseqüência, o modelo prevê que em um mundo de economias de mercado aberto e do capital financeiro global, o investimento vai fluir dos países ricos para os países pobres, até que o {\displaystyle {\frac {capital}{trabalhador}}} {\displaystyle {\frac {K}{L}}} e {\displaystyle {\frac {renda}{trabalhador}}} {\displaystyle {\frac {Y}{L}}} equalizar entre os países. Desde que o produto marginal do capital físico não é mais elevada nos países pobres do que nos países ricos, a implicação é que a produtividade é menor nos países pobres. O modelo básico de Solow não pode explicar porque a produtividade é menor nesses países. Lucas sugere que níveis mais baixos de capital humano nos países pobres poderia explicar a menor produtividade.
Se um iguala o produto marginal do capital {\displaystyle {\frac {\partial Y}{\partial K}}} com a taxa de retorno {\displaystyle r} (tal aproximação é frequentemente usado em economia neoclássica), então, para a nossa escolha da função de produção
{\displaystyle \alpha ={\frac {K{\frac {\partial Y}{\partial K}}}{Y}}={\frac {rK}{Y}}\,}
para que {\displaystyle \alpha } é a fração da renda apropriada pelo capital. Assim, o modelo de Solow-Swan assume desde o início que a divisão da renda entre capital e trabalho se mantém constante.

## Versão Mankiw-Romer-Weil do modelo

### Adicionando Capital Humano
N. Gregory Mankiw, David Romer e David Weil criaram uma versão do modelo de Solow-Swan adicionando o capital humano, que pode explicar o fracasso do investimento internacional ao fluir para os países pobres. Neste resultado do modelo e do produto marginal do capital (K) são menores nos países pobres porque têm menos capital humano do que os países ricos. Semelhante ao livro didático do modelo de Solow-Swan, a função de produção é do tipo Cobb-Douglas:
{\displaystyle Y(t)=K(t)^{\alpha }H(t)^{\beta }(A(t)L(t))^{1-\alpha -\beta }},
Onde {\displaystyle H(t)} é o estoque de capital humano, o que deprecia na mesma proporção {\displaystyle \delta } como capital físico. Por questões de simplicidade, que assumem a mesma função de acumulação de ambos os tipos de capital. Como em Solow-Swan, uma fração do resultado, {\displaystyle sY(t)}, é salvo a cada período, mas, neste caso, se separaram e investiu em parte física e parte em capital humano, de modo que {\displaystyle s=s_{K}+s_{H}}. Portanto, há duas equações dinâmicas fundamentais neste modelo:
{\displaystyle {\dot {k}}=s_{K}k^{\alpha }h^{\beta }-(n+g+\delta )k}
{\displaystyle {\dot {h}}=s_{H}k^{\alpha }h^{\beta }-(n+g+\delta )h}
O caminho de crescimento de equilíbrio equilibrada (ou de estado estacionário) é determinada por {\displaystyle {\dot {k}}={\dot {h}}=0}, o que o principal {\displaystyle s_{K}k^{\alpha }h^{\beta }-(n+g+\delta )k=0} e {\displaystyle s_{H}k^{\alpha }h^{\beta }-(n+g+\delta )h=0}. Resolvendo para o nível de estado estacionário {\displaystyle k} e {\displaystyle h} rendimentos:
{\displaystyle k^{*}=\left({\frac {s_{K}^{1-\beta }s_{H}^{\beta }}{n+g+\delta }}\right)^{\frac {1}{1-\alpha -\beta }}}
{\displaystyle h^{*}=\left({\frac {s_{K}^{\alpha }s_{H}^{1-\alpha }}{n+g+\delta }}\right)^{\frac {1}{1-\alpha -\beta }}}
No estado estacionário, {\displaystyle y^{*}=(k^{*})^{\alpha }(h^{*})^{\beta }}.

### Estimativas econométricas
Klenow e Rodriguez-Clare lançaram dúvidas sobre a validade do modelo aumentada porque as estimativas Mankiw, Romer e Weil de {\displaystyle {\beta }} não parecem consistentes com as estimativas aceitas de o efeito de aumento da escolaridade sobre os salários dos trabalhadores. Embora o modelo estimado explica 78% da variação da renda entre os países, as estimativas de {\displaystyle {\beta }} deu a entender que os efeitos externos do capital humano sobre a renda nacional é maior do que seu efeito direto sobre os salários dos trabalhadores.

### Contabilização dos efeitos externos
Theodore Breton forneceu uma visão que reconciliou o grande efeito do capital humano de escolaridade no modelo de Mankiw, Romer e Weil com o menor efeito da escolaridade sobre os salários dos trabalhadores. Ele demonstrou que as propriedades matemáticas do modelo incluem efeitos externos significativas entre os factores de produção, porque o capital humano e capital físico são factores multiplicativos de produção.
O efeito externo do capital humano sobre a produtividade do capital físico é evidente no produto marginal do capital físico:
{\displaystyle MPK={\frac {\partial Y}{\partial K}}={\frac {{\alpha }A^{1-\alpha }({\frac {H}{L}})^{\beta }}{({\frac {K}{L}})^{1-\alpha }}}}
Ele mostrou que os grandes estimativas do efeito do capital humano nas estimativas do modelo pelo país são consistentes com o efeito menor normalmente encontrados em salários dos trabalhadores quando os efeitos externos do capital humano em capital físico e trabalho são levadas em conta. Essa percepção reforça significativamente o caso para a versão Mankiw, Romer e Weil do modelo de Solow-Swan. A maioria das análises que criticam esse modelo não levam em conta os efeitos externos de ambos os tipos de capital inerentes ao modelo.

### Produtividade Total dos Fatores
A taxa exógena de PTF (Produtividade Total dos Fatores) crescimento no modelo de Solow-Swan é o resíduo após a contabilização de acumulação de capital. O Mankiw, Romer e Weil modelo fornece uma estimativa inferior da PTF (residual) do que o modelo básico de Solow-Swan, porque a adição de capital humano para o modelo permite a acumulação de capital para explicar mais a variação da renda entre os países. No modelo básico do residual PTF inclui o efeito do capital humano, pois o capital humano não é incluído como um fator de produção.